# مجلس الأمة الكويتي 2024
مجلس الأمة الكويتي 2024 (الفصل التشريعي الثامن عشر)، أجريت انتخابات المجلس في يوم الخميس 4 أبريل 2024 وذلك بعد أن صدر مرسوماً بحل مجلس الأمة 2023 في 15 فبراير 2024 ، ولم ينعقد المجلس حيث صدر في 10 مايو 2024 أمر أميري بحل المجلس وتعليق العمل ببعض مواد الدستور.

## خلفية
في 15 فبراير 2024 أصدر الشيخ مشعل الأحمد الصباح أمير دولة الكويت مرسوماً بحل مجلس الأمة 2023 بسبب ما بدر من مجلس الأمة من تجاوز للثوابت الدستورية في إبراز الاحترام الواجب للمقام السامي وتعمد استخدام العبارات الماسة غير المنضبطة

## انتخابات مجلس الأمة
في 28 فبراير 2024 أصدر الشيخ مشعل الأحمد الصباح أمير دولة الكويت مرسوماً بدعوة الناخبين لانتخاب أعضاء مجلس الأمة في يوم الخميس 4 أبريل 2024، وتم فتح باب الترشح للانتخابات خلال الفترة 4 - 13 مارس 2024، وقد ترشح للانتخابات 200 مرشح من مختلف الدوائر الانتخابية
وأجريت الانتخابات في يوم يوم الخميس 4 أبريل 2024 من الساعة 12:00 ظهراً حتى الساعة 12:00 مساء
وأُعلنت نتائج الانتخابات في صباح يوم الجمعة 5 أبريل 2024 وشهدت النتائج عودة 39 نائباً من مجلس 2023 للمجلس، وكما عاد للمجلس نائبين من مجلس 2016 وهم صالح عاشور وأحمد الفصل ونائب من مجلس 2020 وهو الدكتور عبيد الوسمي وكما فاز في الانتخابات 8 نواب جدد، وشهدت النتائج فوز امرأة واحدة وهي الدكتورة جنان بوشهري والتي كانت عضواً بمجلس 2023

## أعضاء مجلس الأمة

### أعضاء مجلس الأمة الكويتي 2024
| الاسم                               | الدائرة الانتخابية |
| ----------------------------------- | ------------------ |
| أسامة زيد الزيد                     | الدائرة الأولى     |
| عبد الله جاسم المضف                 | الدائرة الأولى     |
| محمد جوهر حيات                      | الدائرة الأولى     |
| أحمد حاحي لاري                      | الدائرة الأولى     |
| عيسى أحمد الكندري                   | الدائرة الأولى     |
| باسل حسين البحراني                  | الدائرة الأولى     |
| الدكتور عادل جاسم الدمخي            | الدائرة الأولى     |
| خالد مرزوق الطمار                   | الدائرة الأولى     |
| صالح أحمد عاشور                     | الدائرة الأولى     |
| محمد مبارك الداهوم                  | الدائرة الأولى     |
| مرزوق علي الغانم                    | الدائرة الثانية    |
| شعيب علي شعبان                      | الدائرة الثانية    |
| عبد الوهاب عارف العيسى              | الدائرة الثانية    |
| الدكتور فلاح ضاحي الهاجري           | الدائرة الثانية    |
| محمد براك المطير                    | الدائرة الثانية    |
| بدر نشمي العنزي                     | الدائرة الثانية    |
| نواف بهيش العازمي                   | الدائرة الثانية    |
| عبد الله تركي الأنبعي               | الدائرة الثانية    |
| الدكتور بدر حامد الملا              | الدائرة الثانية    |
| فهد عبد العزيز المسعود              | الدائرة الثانية    |
| الدكتور عبد الكريم عبد الله الكندري | الدائرة الثالثة    |
| عبد العزيز طارق الصقعبي             | الدائرة الثالثة    |
| مهلهل خالد المضف                    | الدائرة الثالثة    |
| فارس سعد العتيبي                    | الدائرة الثالثة    |
| أحمد عبد العزيز السعدون             | الدائرة الثالثة    |
| جراح خالد الفوزان                   | الدائرة الثالثة    |
| مهند طلال الساير                    | الدائرة الثالثة    |
| أحمد نبيل الفضل                     | الدائرة الثالثة    |
| الدكتورة جنان محسن بوشهري           | الدائرة الثالثة    |
| حمد عادل العبيد                     | الدائرة الثالثة    |
| شعيب شباب المويزري                  | الدائرة الرابعة    |
| أنور عراك الفكر                     | الدائرة الرابعة    |
| الدكتور عبيد محمد الوسمي            | الدائرة الرابعة    |
| محمد عوض الرقيب                     | الدائرة الرابعة    |
| مبارك حمود الطشه                    | الدائرة الرابعة    |
| بدر سيار الشمري                     | الدائرة الرابعة    |
| سعد علي الخنفور                     | الدائرة الرابعة    |
| فايز غنام الجمهور                   | الدائرة الرابعة    |
| مبارك هيف الحجرف                    | الدائرة الرابعة    |
| محمد هايف المطيري                   | الدائرة الرابعة    |
| فهد فلاح بن جامع                    | الدائرة الخامسة    |
| حمدان سالم العازمي                  | الدائرة الخامسة    |
| متعب ناصر الجلال                    | الدائرة الخامسة    |
| سعود عبد العزيز العصفور             | الدائرة الخامسة    |
| الدكتور بدر زايد الداهوم            | الدائرة الخامسة    |
| ماجد مساعد المطيري                  | الدائرة الخامسة    |
| الدكتور عبد الهادي ناصر العجمي      | الدائرة الخامسة    |
| هاني حسين شمس                       | الدائرة الخامسة    |
| محمد مساعد الدوسري                  | الدائرة الخامسة    |
| خالد مؤنس العتيبي                   | الدائرة الخامسة    |

## حل المجلس
في مساء يوم الجمعة 10 مايو 2024 وجه الشيخ مشعل الأحمد الجابر الصباح أمير دولة الكويت خطاباً إلى الشعب الكويتي حيث أعلن خلال الخطاب حل مجلس الأمة وتعليق العمل ببعض مواد الدستور وذكر أمير دولة الكويت في خطابه بأن الكويت مرت خلال الفترة الماضية بأوقات صعبة كان لها انعكاسات على جميع الأصعدة وكما أكد أمير دولة الكويت بأنه لن يسمح على الإطلاق بأن تستغل الديمقراطية لتحطيم الدولة وكما انتقد أمير دولة الكويت في خطابه تدخل بعض أعضاء مجلس الأمة في اختصاصات الأمير واختياره لولي عهده ورئيس الوزراء والوزراء وكما انتقد تعسف بعض أعضاء مجلس الأمة في استخدام أداة الاستجواب من خلال التهديد بتقديم استجواب بمجرد أن يعود أحد الوزراء إلى حقيبته الوزارية.
وبعد الخطاب أصدر أمير دولة الكويت الأمر الأميري بحل مجلس الأمة وتعليق العمل ببعض مواد الدستور وجاء فيه:
| مجلس الأمة الكويتي 2024 | أمر أميري بناء على ما تقتضيه المصلحة العليا للبلاد أمرنا بالآتي : مادة أولى يحل مجلس الأمة مادة ثانية يوقف العمل بالمواد 51 و65 (فقرة اثنان وثلاثة) و71 (فقرة اثنان) و79 و107 و174 و181 من الدستور وذلك لمدة لا تزيد عن أربع سنوات يتم خلالها دراسة الممارسة الديمقراطية في البلاد وعرض ما تتوصل إليه الدراسة علينا لإتخاذ ما نراه مناسباً مادة ثالثة يتولى الأمير ومجلس الوزراء الاختصاصات المخولة لمجلس الأمة مادة رابعة تصدر القوانين بمراسيم قوانين مادة خامسة على رئيس مجلس الوزراء والوزراء - كل فيما يخصه - تنفيذ أمرنا هاذا ويعمل به من تاريخ صدوره وينشر في الجريدة الرسمية أمير الكويت مشعل الأحمد الجابر الصباح صدر بقصر السيف بتاريخ: 2 ذي القعدة 1445 هـ الموافق 10 مايو 2024 | مجلس الأمة الكويتي 2024 |